# No Prayer for the Dying
《No Prayer for the Dying》은 1990년 10월 1일에 발매된 영국의 헤비 메탈 밴드 아이언 메이든의 여덟 번째 스튜디오 음반이다. 1982년 이후 그들의 첫 라인업 변화로 기타리스트 아드리안 스미스는 그것이 취하고 있는 음악적 방향에 불만스러워하며 밴드를 떠났고, 오직 한 곡인 〈Hooks in You〉에만 기여했다.

## 커버 아트
《No Prayer for the Dying》는 이전 음반 커버의 연속성을 따르지 않는데, 에디는 더 이상 그의 뇌엽절개술이나 사이보그 개선사항을 보여주지 않기 때문이다.
커버의 두 가지 버전이 존재한다. 1990년 초판은 에디가 무덤에서 터져 나와 (밴드 매니저인 로드 스몰우드의 모습을 한) 목덜미를 움켜쥐고 있다. 그러나 스몰우드는 그 모습을 싫어했고, 원작의 삽화가 디스크 자체에 사용되긴 했지만, 1998년 재발매의 커버에서 그를 제거해 달라고 예술가 데릭 리그스에게 부탁했다. 또한 리그스가 처음에 빈칸으로 남겨 두었던 무덤의 명판에 비문이 추가되었는데, 이 명판은 밴드가 그들 자신의 말을 덧붙일 수 있도록 했고, "After the Daylight, The Night of Pain, That is not Dead, Which Can Rise Again(태양광 이후, 고통의 밤, 그것은 죽은 것이 아니다, 다시 일어날 수 있는 것)"이라고 쓰여 있었다. 그림 디스크 LP는 에디가 4개의 기관총으로 만든 무기를 발사하는 장면(음반의 오프닝 트랙인 〈Tailgunner〉를 지칭)을 보여준다. 2면에는 원래 커버가 있다.

## 평가
| 전문가 평가                      | 전문가 평가 |
| 평가 점수                        | 평가 점수   |
| 출처                             | 점수        |
| -------------------------------- | ----------- |
| AllMusic                         | [ 4 ]       |
| Collector's Guide to Heavy Metal | 7/10        |
| Entertainment Weekly             | C+          |
| Sputnikmusic                     | 2.0/5       |

올뮤직은 "작사와 작곡이 《Killers》나 《The Number of the Beast》 같은 고전과 비교했을 때 코담배 수준에는 미치지 못했다" 혹은 "전반적으로 히트곡에 미치지 못한다"는 평을 듣는 등 전반적으로 부정적인 평을 받았다. 스푸트니크뮤직도 마찬가지로 부정적이어서 "《No Prayer for the Dying》은 결코 그 자체가 제대로 진행되지 않는 평범하고 목록 없는 음반"이라고 말했다.

## 곡 목록
| #  | 제목                        | 작사·작곡                    | 재생 시간 |
| -- | --------------------------- | ---------------------------- | --------- |
| 1. | 〈Tailgunner〉              | 스티브 해리스, 브루스 디킨슨 | 4:13      |
| 2. | 〈Holy Smoke〉              | 해리스, 디킨슨               | 3:47      |
| 3. | 〈No Prayer for the Dying〉 | 해리스                       | 4:22      |
| 4. | 〈Public Enema Number One〉 | 데이브 머레이, 디킨슨        | 4:03      |
| 5. | 〈Fates Warning〉           | 머레이, 해리스               | 4:09      |

| #   | 제목                                        | 작사·작곡               | 재생 시간 |
| --- | ------------------------------------------- | ----------------------- | --------- |
| 6.  | 〈The Assassin〉                            | 해리스                  | 4:16      |
| 7.  | 〈Run Silent Run Deep〉                     | 해리스, 디킨슨          | 4:34      |
| 8.  | 〈Hooks in You〉                            | 디킨슨, 아드리안 스미스 | 4:06      |
| 9.  | 〈Bring Your Daughter... to the Slaughter〉 | 디킨슨                  | 4:42      |
| 10. | 〈Mother Russia〉                           | 해리스                  | 5:30      |

## 인증
| 국가                       | 인증     | 판매량/출하량 |
| -------------------------- | -------- | ------------- |
| 캐나다 (뮤직 캐나다)       | 플래티넘 | 100,000^      |
| 이탈리아 (FIMI)            | 골드     | 100,000       |
| 영국 (BPI)                 | 골드     | 100,000^      |
| 미국 (RIAA)                | 골드     | 500,000^      |
| ^출하량을 기반으로 한 인증 |          |               |